# 280 Dywizja Piechoty ’42 (III Rzesza)
280 Dywizja Piechoty (niem. 280. Infanterie-Division) – niemiecka dywizja z czasów II wojny światowej, sformowana w Stavanger na mocy rozkazu z 22 kwietnia 1942 roku, poza falą mobilizacyjną przez VIII Okręg Wojskowy.

## Struktura organizacyjna
- Struktura organizacyjna w kwietniu 1942 roku:

655., 657. i 666. forteczn batalion grenadierów;
- Struktura organizacyjna w styczniu 1945 roku:

645., 655., 658., 666., 1015. i A. forteczny batalion grenadierów, 280. kompania przeciwpancerny, 280. kompania łączności;

## Dowódcy dywizji
- Generalleutnant Karl von Beeren 27 IV 1942 – 10 XI 1944;
- Generalleutnant Johann de Boer 10 XI 1944 – 8 V 1945;

## Szlak bojowy
Jednostka przez cały okres istnienia pełniła służbę okupacyjną w południowo-zachodniej Norwegii oraz osłaniała wybrzeże pomiędzy Bergen a Stavangerem. W dniu zakończenia wojny poddała się oddziałom brytyjskim.